# Antianèmic
Antianèmic és aquell medicament que serveix per prevenir o contrarestar l'anèmia. Els principals principis actius antianèmics contenen ferro i són el sulfat ferrós i el lactat ferrós. Els antianèmics s'absorbeixen millor si es prenen en dejú, però algunes persones poden patir mal d'estómac si el prenen sense menjar.